# Ferdinand Bauer
Ferdinand Bauer (Lemberg, 7 marzo 1825 – Vienna, 22 luglio 1893) è stato un generale e politico austriaco.

## Biografia
Nato a Lemberg, l'odierna Leopoli, Bauer entrò nell'accademia di ingegneria militare nel 1836 e poi nell'esercito imperiale, divenendo tenente assegnato al genio. Nel 1848, col grado di Capitano combatté in Ungheria ed ebbe ruoli rilevanti nel 1859 e nel 1866 nella seconda e terza guerra d'indipendenza italiana, distinguendosi in particolar modo nella Battaglia di Solferino e San Martino, occasione nella quale ottenne la croce al merito militare.
Tra il 1878 ed il 1881 fu comandante militare di Sibiu e poi comandante generale a Vienna sino al 1888. Nel 1881, nel frattempo era stato promosso Feldzeugmeister e divenne proprietario dell'84º reggimento di fanteria. Il 16 marzo 1888 venne nominato Ministro imperiale della Guerra.
Nominato barone, morì il 22 luglio 1893 inaspettatamente dopo una breve malattia. I funerali si svolsero il 25 luglio di quello stesso anno e vi prese parte anche l'Imperatore Francesco Giuseppe d'Austria. La salma venne poi sepolta nella cappella di famiglia a Leopoli.